# Comuna Stara Ciortorîia, Liubar
Stara Ciortorîia (în ucraineană Старочорторийська сільська рада) este o comună în raionul Liubar, regiunea Jîtomîr, Ucraina, formată din satele Borușkivți, Doslidne și Stara Ciortorîia (reședința).

## Demografie
Componența lingvistică a comunei Stara Ciortorîia
     Ucraineană (99,16%)
     Alte limbi (0,75%)
Conform recensământului din 2001, majoritatea populației comunei Stara Ciortorîia era vorbitoare de ucraineană (99,16%), existând în minoritate și vorbitori de alte limbi.